# Francis Ngannou
Francis Zavier Ngannou (ur. 5 września 1986 w Batié) – kameruńsko-francuski zawodnik mieszanych sztuk walki (MMA). Zwycięzca turnieju francuskiej federacji 100% Fight w wadze ciężkiej. Były zawodnik federacji UFC, gdzie w latach 2021-2023 był mistrzem wagi ciężkiej. Od kwietnia 2023 związany z federacją PFL, w której jest mistrzem "PFL Super Fights" w wadze ciężkiej.

## Życiorys
Urodził się i wychował w wiosce Batié, w Kamerunie. W dzieciństwie żył w ubóstwie i nie miał formalnego wykształcenia w okresie dorastania. Jego rodzice rozwiedli się, gdy miał sześć lat, a on sam został wysłany do ciotki, by z nią zamieszkać. W wieku 10 lat zaczął pracować w kamieniołomie, w Batié z powodu braku pieniędzy. Jako młody człowiek był namawiany przez kilka gangów w swojej wiosce, by się do nich dołączyć. Zamiast tego postanowił wykorzystać negatywną reputację ojca ulicznego wojownika jako motywację do zrobienia czegoś pozytywnego i rozpoczęcia nauki boksu.
W wieku 22 lat rozpoczął treningi bokserskie, mimo początkowej niechęci rodziny. Po roku treningów, przerwał treningi z powodu choroby. Wykonywał różne dorywcze prace, aby związać koniec z końcem, aż w wieku 26 lat zdecydował się wyjechać do Paryża, aby zająć się boksem zawodowo. Jednak po dotarciu do Europy, został uwięziony na dwa miesiące w Hiszpanii za nielegalne przekroczenie granicy. Po tym jak dotarł do Paryża, nie miał pieniędzy, i miejsca do życia. Po bezdomnym życiu na ulicach Paryża, został zapoznany przez przyjaciela z trenerem Fernandem Lopezem i jego klubem MMA. Ngannou będąc fanem Mike’a Tysona, początkowo był zainteresowany samym boksem, ale trener Lopez dostrzegł jego potencjał w MMA i przekonał go do spróbowania swoich sił w tej dyscyplinie. Lopez dał Ngannou trochę sprzętu do MMA i pozwolił mu trenować i spać w klubie za darmo, rozpoczynając w ten sposób jego karierę w MMA.
W listopadzie 2017 roku Ngannou pobił rekord Tyrone Sponga (114 000 jednostek) w sile najsilniejszego ciosu na świecie, który wyniósł aż 129 161 jednostek. Siedem lat później rekord Ngannou został pobity przez Alexa Pereirę (191,796 jednostek).

## Kariera MMA

### Początki kariery
Francis Ngannou rozpoczął zawodową karierę w MMA, w listopadzie 2013 roku. W tym czasie walczył głównie we francuskiej organizacji 100% Fight, a także w innych regionalnych organizacjach w Europie. Przed podpisaniem kontraktu z UFC ustanowił rekord 5-1.

### UFC
20 stycznia 2018 na gali UFC 220 zmierzył się ze Stipe Miocicem o mistrzostwo UFC w wadze ciężkiej. Przegrał walkę jednogłośną decyzją.
7 lipca 2018 na UFC 226 zawalczył z Derrickiem Lewisem. Przegrał walkę jednogłośną decyzją sędziów. Pojedynek został ostro skrytykowany przez media i fanów za częsty brak aktywności ze strony obu zawodników. Zawodnicy wyprowadzili w ciągu piętnastu minut walki tylko 31 znaczących ciosów.
W walce wieczoru gali UFC Fight Night 141, która odbyła się 24 listopada 2018 w Pekine doszło do jego rewanżu z Curtisem Blaydesem. Ngannou znokautował swojego rywala w 45 sekund. Zwycięstwo zapewniło mu bonus za występ wieczoru.

17 lutego następnego roku na gali UFC on ESPN 1: Ngannou vs. Velasquez brutalnie znokautował powracającego do walki po dłuższej przerwie Caina Velasqueza.

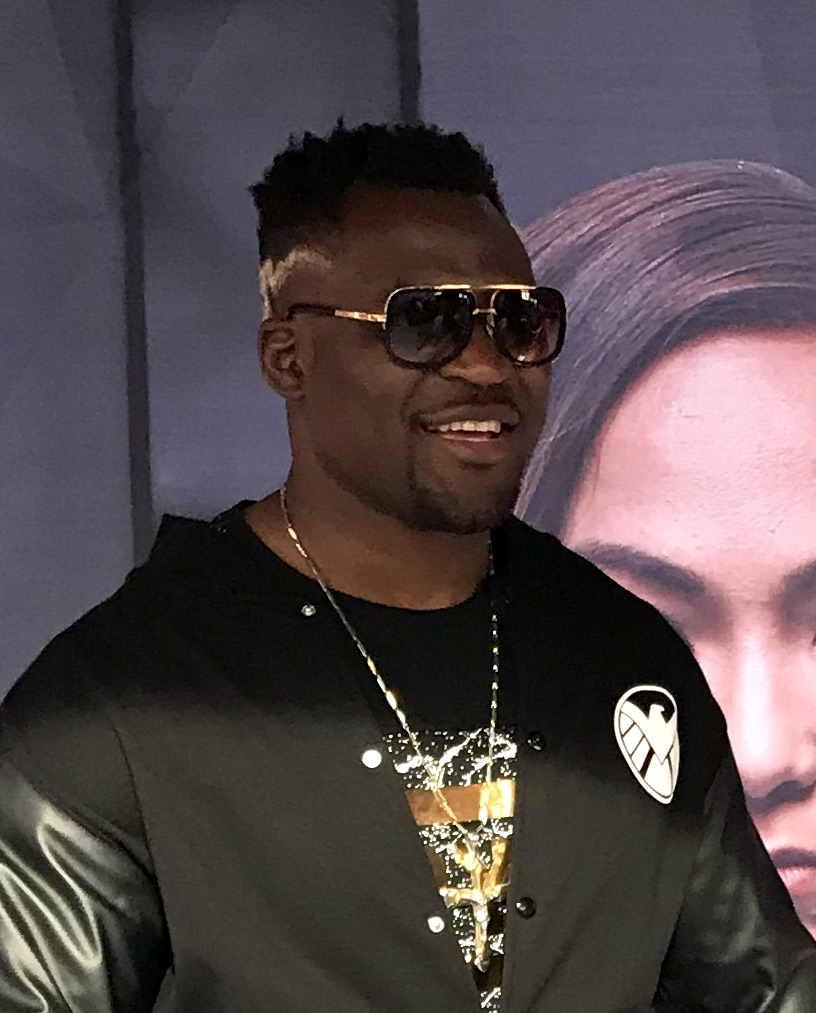
Ngannou (2017)

29 czerwca 2019 roku w walce wieczoru UFC on ESPN 3 skrzyżował rękawice z Juniorem dos Santosem. Zwyciężył przez techniczny nokaut w pierwszej rundzie. Zwycięstwo przyniosło mu bonus w kategorii najlepszy występ wieczoru.
28 marca 2020 roku miał zmierzyć się z Jairzinho Rozenstruikiem, jednak z powodu pandemii Covid-19 wydarzenie zostało przełożone. Walka została przełożona na przypadającą 18 kwietnia 2020 r. galę UFC 249. 9 kwietnia Dana White, prezes UFC, ogłosił, że gala została ponownie przełożona. Do konfrontacji obu zawodników doszło ostatecznie 9 maja 2020 roku. Ngannou wygrał przez nokaut zaledwie 20 sekund po rozpoczęciu pierwszej rundy. To zwycięstwo przyniosło mu nagrodę bonusową za występ wieczoru.

#### Mistrz wagi ciężkiej UFC
Rewanż pomiędzy Stipe Miocicem i Ngannou o mistrzostwo UFC w wadze ciężkiej odbył się 27 marca 2021 roku na gali UFC 260. Ze starcia zwycięsko wyszedł tym razem Kameruńczyk, który wygrał przez nokaut w drugiej rundzie i zdobył mistrzowski pas. To zwycięstwo przyniosło mu bonus za występ wieczoru.
22 stycznia 2022 roku na gali UFC 270 zmierzył się z tymczasowym mistrzem wagi ciężkiej UFC, Cirylem Gane’m w swojej pierwszej obronie tytułu. Trzy i pół tygodnia przed walką doznał kontuzji więzadeł kolana. Ngannou wygrał walkę jednogłośną decyzją, co było jego pierwszą wygraną w ten sposób.

### PFL
16 maja 2023 roku ogłoszono, że podpisał kontrakt na wiele walk z Professional Fighters League (PFL). Będzie brał udział w ich dywizji „super walki” w systemie pay-per-view, zachowując jednocześnie swobodę rywalizacji w innych sportach, takich jak boks. Ngannou negocjował także w imieniu swoich przeciwników, gwarantując im zapłatę co najmniej 2 milionów dolarów. Będzie także członkiem globalnej rady doradczej PFL, której zadaniem jest orędowanie za interesami zawodników, a także właścicielem kapitału i prezesem nadchodzącej ligi PFL Africa. Kontrakt Ngannou z PFL został nazwany historycznym momentem dla tego sportu, a Daniel Cormier powiedział, że wyznacza on „nowy standard na rynku wolnych agentów [MMA]”.
22 lutego 2024 roku ogłoszono, że powróci do MMA i zmierzy się ze zwycięzcą walki Renan Ferreira kontra Ryan Bader, która odbyła się na specjalnej gali PFL vs. Bellator 24 lutego 2024 roku. Z racji wygranej Brazylijczyka, został on przyszłym rywalem „Predatora”. Do mistrzowskiej walki Ngannou z Ferreirą doszło 19 października 2024 podczas walki wieńczącej galę PFL Super Fights: Battle of the Giants. Ngannou zwyciężył przez techniczny nokaut w pierwszej rundzie. Od początku kontrolował przebieg starcia i szybko obalił Fereirę, po czym znalazł się za jego plecami i zasypał go gradem ciosów. Ngannou tym samym sięgnął po pas mistrzowski "PFL Super Fights" w wadze ciężkiej.

## Kariera bokserska
28 października 2023 w Rijadzie, w Arabii Saudyjskiej zadebiutował w zawodowym boksie, mierząc się z mistrzem federacji WBC wagi ciężkiej, Tysonem Furym. Walka zakontraktowana na 10 rund zakończyła się zwycięstwem Fury’ego na punkty po niejednogłośniej decyzji sędziów, którzy punktowali: 95:94, 94:95 i 96:93 na jego korzyść.
8 marca 2024 roku w tym samym mieście zmierzył się z Anthonym Joshuą. Przegrał walkę przez KO w 2. rundzie.

## Życie prywatne
Ngannou posługuje się kilkoma językami, w tym kameruńskim mankon, francuskim i angielskim. Po dołączeniu do UFC nauczył się języka angielskiego. Jego fundacja prowadzi pierwszy klub MMA w Kamerunie, którego celem jest zapewnienie młodym ludziom miejsca do treningu.
W kwietniu 2024 roku poinformował w mediach społecznościowych o śmierci swojego 15-miesięcznego synka Kobe. Przyczyną jego śmierci była wada rozwojowa mózgu.

## Osiągnięcia

### Mieszane sztuki walki
- 100% Fight
  - 2014: Zwycięzca turnieju 100% Fight w wadze ciężkiej.

- Ultimate Fighting Championship
  - 2021-2023: Mistrz UFC w wadze ciężkiej[35][3].
  - 2017-2024: Rekord świata w sile najsilniejszego ciosu pięścią na świecie[13][14].
- Professional Fighters League
  - 2024: Mistrz PFL Super Fights w wadze ciężkiej[5].

- Bleacher Report
  - 2017: Nokaut roku vs. Alistair Overeem[59]
- ESPN
  - 2017: Nokaut roku vs. Alistair Overeem[60]
- Pundit Arena
  - 2017: Nokaut roku vs. Alistair Overeem[61]
- MMA Fighting / SB Nation
  - 2017: Nokaut roku vs. Alistair Overeem[62]
  - 2017: Przełomowy zawodnik roku[63]
- MMAjunkie.com
  - 2017: Nokaut roku vs. Alistair Overeem[64]
  - 2021: Nokaut miesiąca marzec vs. Stipe Miocic[65]
- MMADNA.nl
  - 2017: Nokaut roku[66]
- World MMA Awards
  - 2017: Nokaut roku vs. Alistair Overeem na UFC 218[67]

## Lista zawodowych walk w MMA
| Wynik     | Bilans | Przeciwnik (bilans przed walką) | Rozstrzygnięcie                             | Runda | Czas | Rozgrywki                                             | Data       | Miejsce          | Uwagi                                                                              |
| --------- | ------ | ------------------------------- | ------------------------------------------- | ----- | ---- | ----------------------------------------------------- | ---------- | ---------------- | ---------------------------------------------------------------------------------- |
| Wygrana   | 18-3   | Renan Ferreira (13-3. 3NC)      | KO (ciosy pięściami w parterze)             | 1     | 3:32 | PFL Super Fights: Battle of the Giants                | 19.10.2024 | Rijad            | Debiut w PFL. Zdobył pas mistrzowski PFL Super Fights w wadze ciężkiej. Main Event |
| Wygrana   | 17-3   | Ciryl Gane (10-0)               | Decyzja (jednogłośna)                       | 5     | 5:00 | UFC 270                                               | 22.01.2022 | Anaheim          | Obronił i zunifikował pas mistrzowski UFC w wadze ciężkiej. Main Event.            |
| Wygrana   | 16-3   | Stipe Miocic (20-3)             | KO (lewy sierpowy)                          | 2     | 0:52 | UFC 260                                               | 27.03.2021 | Las Vegas        | Zdobył pas mistrzowski UFC w wadze ciężkiej. Bonus za występ wieczoru, Main Event. |
| Wygrana   | 15-3   | Jairzinho Rozenstruik (10-0)    | KO (lewy sierpowy)                          | 1     | 0:20 | UFC 249                                               | 09.05.2020 | Jacksonville     | Bonus za występ wieczoru.                                                          |
| Wygrana   | 14-3   | Junior dos Santos (21-5)        | TKO (ciosy pięściami)                       | 1     | 1:11 | UFC on ESPN 3: N'Gannou vs. Dos Santos                | 29.06.2019 | Minneapolis      | Bonus za występ wieczoru. Main Event.                                              |
| Wygrana   | 13-3   | Cain Velasquez (14-2)           | KO (ciosy pięściami)                        | 1     | 0:26 | UFC on ESPN 1: Ngannou vs. Velasquez                  | 17.02.2019 | Phoenix          | Main Event.                                                                        |
| Wygrana   | 12-3   | Curtis Blaydes (10-1)           | KO (ciosy)                                  | 1     | 0:45 | UFC Fight Night: Blaydes vs. Ngannou 2                | 24.11.2018 | Pekin            | Bonus za występ wieczoru. Main Event.                                              |
| Przegrana | 11-3   | Derrick Lewis (19-5)            | Decyzja (jednogłośna)                       | 3     | 5:00 | UFC 226                                               | 07.07.2018 | Las Vegas        | Co-Main Event.                                                                     |
| Przegrana | 11-2   | Stipe Miocic (17-2)             | Decyzja (jednogłośna)                       | 5     | 5:00 | UFC 220                                               | 20.01.2018 | Boston           | Pojedynek o pas mistrza UFC w wadze ciężkiej. Main Event                           |
| Wygrana   | 11-1   | Alistair Overeem (43-15)        | KO (podbródkowy)                            | 1     | 1:42 | UFC 218                                               | 02.12.2017 | Detroit          | Co-Main Event.                                                                     |
| Wygrana   | 10-1   | Andrej Arłouski (25-13)         | KO (prawy sierpowy)                         | 1     | 1:32 | UFC on FOX: Shevchenko vs. Peña                       | 28.01.2017 | Denver           | Bonus za występ wieczoru.                                                          |
| Wygrana   | 9-1    | Anthony Hamilton (15-5)         | Poddanie (kimura)                           | 1     | 1:57 | UFC Fight Night: Lewis vs. Abdurakhimov               | 09.12.2016 | Albany           | Bonus za występ wieczoru. Co-Main Event.                                           |
| Wygrana   | 8-1    | Bojan Mihajlović (10-3)         | TKO (ciosy pięściami)                       | 1     | 1:34 | UFC on Fox: Holm vs. Shevchenko                       | 23.06.2016 | Chicago          |                                                                                    |
| Wygrana   | 7-1    | Curtis Blaydes (5-0)            | TKO (przerwanie przez lekarza)              | 2     | 5:00 | UFC Fight Night: Rothwell vs. dos Santos              | 10.04.2016 | Zagrzeb          |                                                                                    |
| Wygrana   | 6-1    | Luis Henrique (8-1)             | KO (lewy podbródkowy)                       | 2     | 2:53 | UFC on Fox: dos Anjos vs. Cerrone 2                   | 19.12.2015 | Orlando          | Debiut w UFC.                                                                      |
| Wygrana   | 5-1    | William Baldutti (6-2)          | KO (ciosy pięściami)                        | 2     | 1:22 | KHK National MMA Tryouts Final: IMMAF 2015 Qualifiers | 28.05.2015 | Madinat Isa      |                                                                                    |
| Wygrana   | 4-1    | Luc Ngeleka (1-0)               | Poddanie (duszenie gilotynowe)              | 1     | 0:44 | SHC 10: Carvalho vs. Belo                             | 20.09.2014 | Genewa           |                                                                                    |
| Wygrana   | 3-1    | Nicolas Specq (1-1)             | Poddanie (duszenie trójkątne rękoma)        | 2     | 2:10 | 100% Fight 20: Comeback                               | 05.04.2014 | Levallois-Perret | Finał turnieju 100% Fight w wadze ciężkiej.                                        |
| Wygrana   | 2-1    | Bilal Tahtahi (0-1)             | KO (ciosy pięściami)                        | 1     | 3:58 | 100% Fight 20: Comeback                               | 05.04.2014 | Levallois-Perret | Półfinał turnieju 100% Fight w wadze ciężkiej.                                     |
| Przegrana | 1-1    | Zoumana Cisse (7-1)             | Decyzja (jednogłośna)                       | 2     | 5:00 | 100% Fight: Contenders 21                             | 14.12.2013 | Paryż            |                                                                                    |
| Wygrana   | 1-0    | Rachid Benzina (0-0)            | Poddanie (dźwignia prosta na staw łokciowy) | 1     | 1:44 | 100% Fight: Contenders 20                             | 30.11.2013 | Paryż            | Debiut w zawodowym MMA.                                                            |

## Lista zawodowych walk w boksie
| Wynik     | Bilans | Przeciwnik (bilans przed walką) | Rozstrzygnięcie          | Runda | Czas | Rozgrywki                               | Data       | Miejsce | Uwagi                                  |
| --------- | ------ | ------------------------------- | ------------------------ | ----- | ---- | --------------------------------------- | ---------- | ------- | -------------------------------------- |
| Przegrana | 0-2    | Anthony Joshua (27-3)           | KO                       | 2     | 2:38 | Knockout Chaos: Joshua vs. Ngannou      | 08.03.2024 | Rijad   |                                        |
| Przegrana | 0-1    | Tyson Fury (34-0-1)             | Decyzja (niejednogłośna) | 10    | 3:00 | Battle of the Baddest: Fury vs. Ngannou | 28.10.2023 | Rijad   | Debiut w zawodowym boksie. Main Event. |